# Blue Springs (Missisipi)
Blue Springs – wieś w Stanach Zjednoczonych, w stanie Missisipi, w hrabstwie Union.